# ソウルドアウト (企業)
ソウルドアウト株式会社（英: SoldOut,Inc.）は、東京都文京区に本社を置き、インターネット広告事業を行う日本の企業。

## 沿革
- 2009年12月 - 株式会社オプト（現・デジタルホールディングス）の100％子会社として、ソウルドアウト株式会社設立。
- 2012年3月 - 株式会社サーチライフの全株を取得し、子会社化。
- 2013年
  - 4月 - 株式会社テクロコを設立。
  - 11月 - 株式会社電通デジタル・ネットワークスへ資本参加。
- 2015年3月 - 株式会社グロウスギアを設立。
- 2016年1月 - ヤフー株式会社と業務提携。
- 2017年7月 - 東京証券取引所マザーズへ上場。
- 2018年12月 - LINE株式会社とSMB領域における戦略的パートナーシップ契約を締結。
- 2019年
  - 3月 - 東京証券取引所第一部に市場変更。
  - 7月 - SO Technologies株式会社[1]を設立。
- 2020年
  - 2月 - メディアエンジン株式会社[2]を連結子会社化
- 2021年
  - 7月 - 株式会社グロウスギアをアンドデジタル株式会社[3]へ社名変更。営業開始。
  - 10月 - 薬機法・医療法、景品表示法・特定商取引法を遵守する事業者向けの認定資格「YMAA」「KTAA」の団体認証マーク（ゴールド）をダブル取得。[4]
- 2022年
  - 3月29日 - 博報堂DYホールディングスによる株式公開買付けが成立[5]。
  - 5月9日 - 東京証券取引所プライム市場上場廃止[6]。
  - 5月11日 - 株式売渡請求により、博報堂DYホールディングスの完全子会社となる。

## 不祥事・事件
- 2020年7月20日 - 薬機法に反する体験談を書いたような記事広告を通じて健康食品を販売していたとして、広告主であるステラ漢方の社員とともに、社員1名と委託先の制作会社1名が逮捕[7]。

## 関連グループ企業
- SO Technologies株式会社
- アンドデジタル株式会社
- メディアエンジン株式会社

## 所属団体
- 一般社団法人インターネット広告推進協議会（JIAA）